# Gerhard Scharnhorst
Gerhard Scharnhorst (* 16. März 1915 in Harburg an der Elbe; † 31. Januar 2009 in Nienburg/Weser) war ein deutscher Politiker (CDU) und Mitglied des Niedersächsischen Landtages.

## Leben
Nach dem Erwerb des Abiturs am Bückeburger Gymnasium Adolfinum im Jahr 1934 ging Gerhard Scharnhorst als Berufsoffizier zum Militär. Er war Batteriechef, Regimentsadjutant und wurde im Generalstabsdienst eingesetzt, sein letzter Dienstgrad war Major i. G. Er geriet in Kriegsgefangenschaft, aus der er nach zweieinhalb Jahren entlassen wurde. Nach Kriegsende arbeitete er ab 1949 in Bücken als selbständiger Landwirt. Im Jahr 1953 wurde er in den Rat der Gemeinde gewählt und ab 1964 war er Abgeordneter des Kreistages.
Vom 6. Juni 1967 bis 20. Juni 1978 war er Mitglied des Niedersächsischen Landtages (6. bis 8. Wahlperiode).
Er erhielt das Bundesverdienstkreuz.
Er war verheiratet und hatte zwei Kinder.